# Johann Albert Heinrich Reimarus

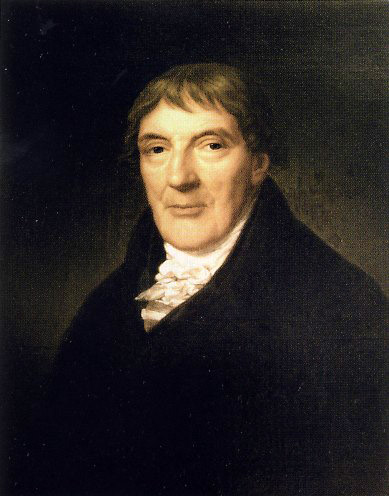
Johann Albert Heinrich Reimarus; Gemälde von Friedrich Carl Gröger 1818.

Johann Albert Heinrich Reimarus, auch Johann Albrecht Hinrich Reimarus (* 11. November 1729 in Hamburg; † 6. Juni 1814 in Rantzau, Holstein) war ein Hamburger Arzt, Naturforscher und Nationalökonom. Zu seinen Verdiensten zählt die Einführung der Pockenimpfung in Hamburg und der „Import“ des Blitzableiters aus England auf den europäischen Kontinent.

## Leben
Reimarus war der Sohn des Hermann Samuel Reimarus und Bruder der Schriftstellerin Elise Reimarus. Sein Vater war der Verfasser der Wolfenbüttel’schen Fragmente und ein Freund Lessings, seine Mutter Johanna Friederike war eine Tochter von Johann Albert Fabricius. Seine Tochter Johanna aus erster Ehe wurde die Ehefrau von Georg Heinrich Sieveking; seine Tochter Christine heiratete 1796 in Neumühlen den aus Schorndorf in Württemberg stammenden französischen Diplomaten und späteren Außenminister Karl Friedrich Reinhard. In zweiter Ehe war Reimarus mit Sophia, der Schwester von August Adolph von Hennings, verheiratet.

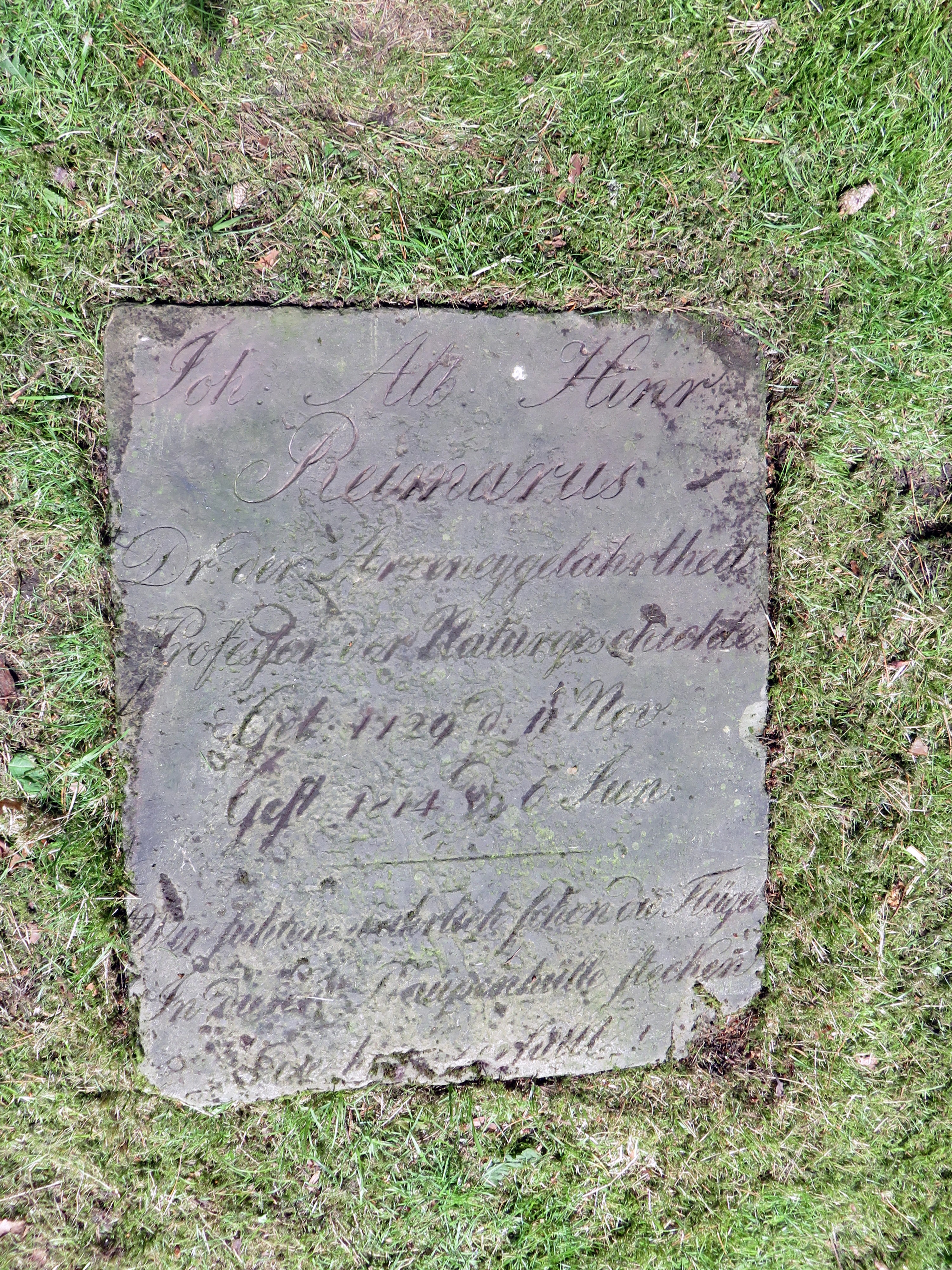
„Joh:Alb:Hinr: Reimarus“, Sieveking-Familiengrabanlage Friedhof Ohlsdorf

Ab 1745 besuchte er das Gymnasium und sollte sich nach den Vorstellungen des Vaters auf ein Studium der Jurisprudenz vorbereiten. Allerdings entschied er sich 1752 für das Studium der „Arzeneiwissenschaft“ an der Georg-August-Universität in Göttingen. 1753 ging er nach Leiden, wo er neben Vorlesungen der Medizin auch Vorlesungen der Physik und Botanik besuchte. Die Bekanntschaft mit dort studierenden Engländern veranlasste ihn 1754 nach England zu gehen, um Anatomie zu studieren. Zusammen mit Erasmus Darwin, James Keir und weiteren Studenten gründeten sie eine Gesellschaft, aus der später die Edinburgische medizinische Gesellschaft entstanden ist. Mit Darwin ging Reimarus 1755 nach London und studierte beim Anatomen William Hunter und James Douglas. Dort lernte er auch die Pocken-Impfung kennen.

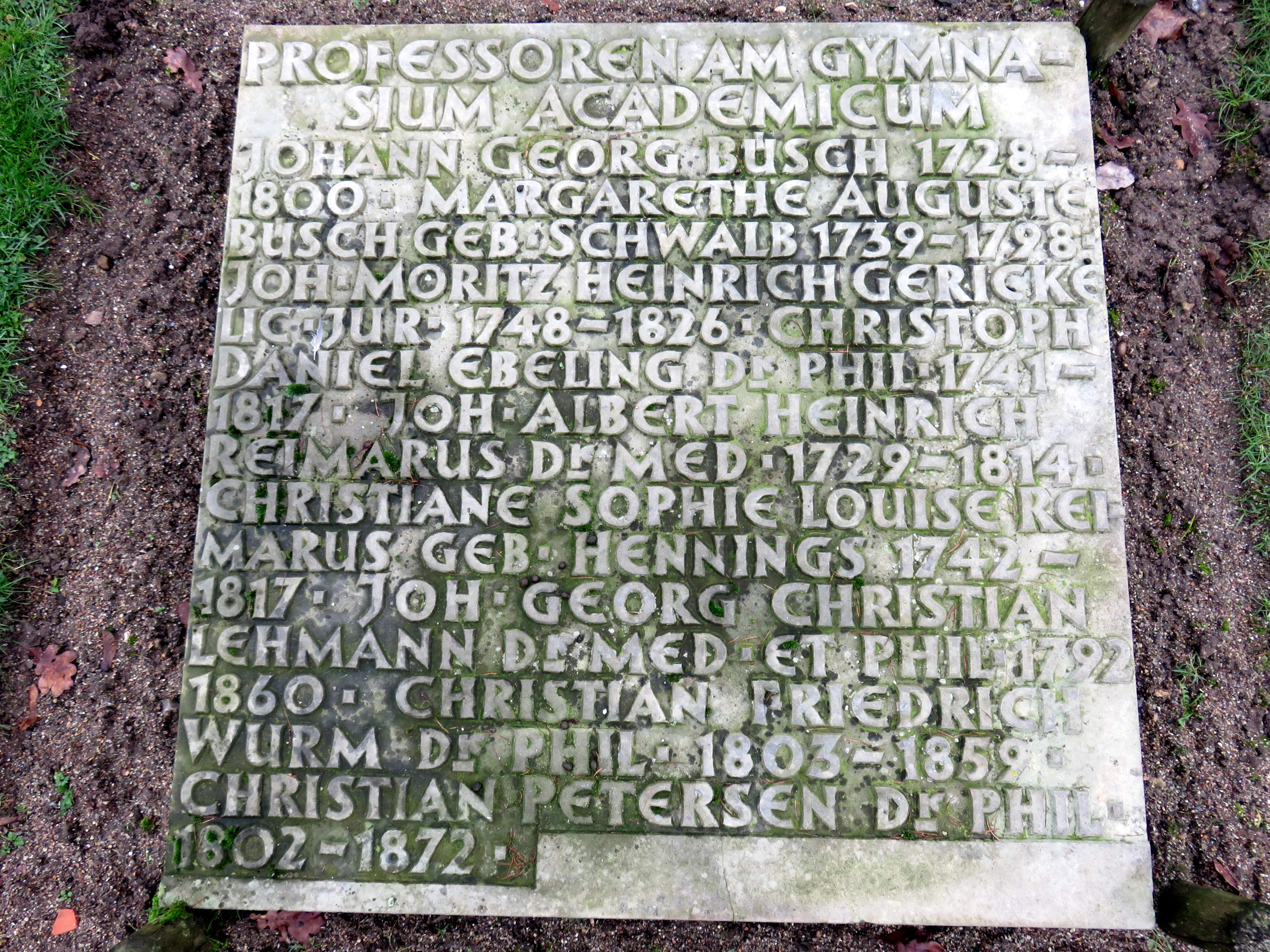
Gedenktafel Althamburgischer Gedächtnisfriedhof Ohlsdorf

1756 ging er wieder nach Holland, besuchte verschiedene Städte und promovierte am 29. April 1757 an der Universität Leiden (Diss. de tumore ligamentorum circa articulos fungo articulorum dicto). Danach ging er nach Hamburg zurück und ließ sich als Arzt nieder. Am 30. Januar 1759 ging er die Ehe mit Anna Marie Thorbecke ein, die aber bereits 1762 starb. Aus dieser Ehe stammte ein Sohn, der 1785 am Fleckfieber starb und eine Tochter. Aus seiner zweiten Ehe gingen vier Kinder hervor. Bereits 84-jährig, war er 1813 gezwungen, wegen der Napoleonischen Kriege auszuwandern. Er fand Zuflucht bei seinem Schwager August Adolph von Hennings, Administrator von Rantzau. Dort ist er am 6. Juni 1814 verstorben.
1808 ernannte ihn die Bayerische Akademie der Wissenschaften zum korrespondierenden Mitglied. 1812 wurde er zum auswärtigen Mitglied der Göttinger Akademie der Wissenschaften gewählt.

## Grablege und Nachleben
Auf dem Friedhof Ohlsdorf, Planquadrat S 25 / S 26 (Areal zwischen Waldstraße und Kapellenstraße), liegt in einem 2018 neu entstandenen Grabstein-Stapel auf der Sieveking-Familiengrabanlage das Fragment der Sandstein-Stele für „Joh. Alb. Hinr. Reimarus“, das zuvor in den Grasboden eingewachsen war. Das bisher verschwundene Grabsteinfragment für seine Ehefrau Sophie Reimarus befindet sich nun ebenfalls in der Steineansammlung.
Im Areal des Althamburgischen Gedächtnisfriedhofs wird auf der Sammelgrab-Steinplatte „Professoren am Gymnasium Academicum“ an Johann Albert Heinrich Reimarus (und andere) erinnert.
Der Botaniker Johannes Flügge benannte eine Gräsergattung Reimaria.

## Schriften (Auswahl)
Als Herausgeber
- Hermann Samuel Reimarus: Allgemeine Betrachtungen über die Triebe der Thiere, hauptsächlich über ihre Kunsttriebe …, Hamburg 1760–1773.

Eigenständige Schriften
- Klagen der Völker des Continents von Europa, die Handelssperre betreffend …, Hamburg 1809.
- Ausführliche Vorschriften zur Blitz-Ableitung an allerley Gebäuden …, Hamburg 1794. (Volltext der dritten Auflage Hamburg 1797 bei Wikisource)
- Erwägung des Verlags-Rechts in Ansehung des Nachdrucks, Hamburg 1792.
- Die wichtige Frage von der freyen Ein- und Ausfuhr des Getraides, nach der Natur untersucht, Hamburg, 1781, (Oktavformat)
- Betrachtungen über die besonderen Arten, der thierischen Kunstriebe von seinem Vater, mit einigen Anmerkungen herausgegeben. Hamburg, 1773, (Oktavformat)
- Beantwortung des Beytrages zur Berathschlagung über Handlungsgrundsätze. 1771, (Oktavformat)
- Die Ursache des Einschlagens vom Blitz, nebst dessen natuerlicher Abwendung von unseren Gebäuden, aus zuverlässiger Erfahrung von Wetterschlägen vor Augen gelegt, Hamburg 1768. (Digitalisat und Volltext im Deutschen Textarchiv; Volltext der Ausgabe von Langensalza 1769 bei Wikisource)
- Handlungsgrundsätze zur wahren Aufnahme der Länder, und zur Beförderung der Glückseligkeit ihrer Einwohner, aus der Natur und Geschichte untersucht. Hamburg, 1768, (Oktavformat)